# Schloss Wintergrün

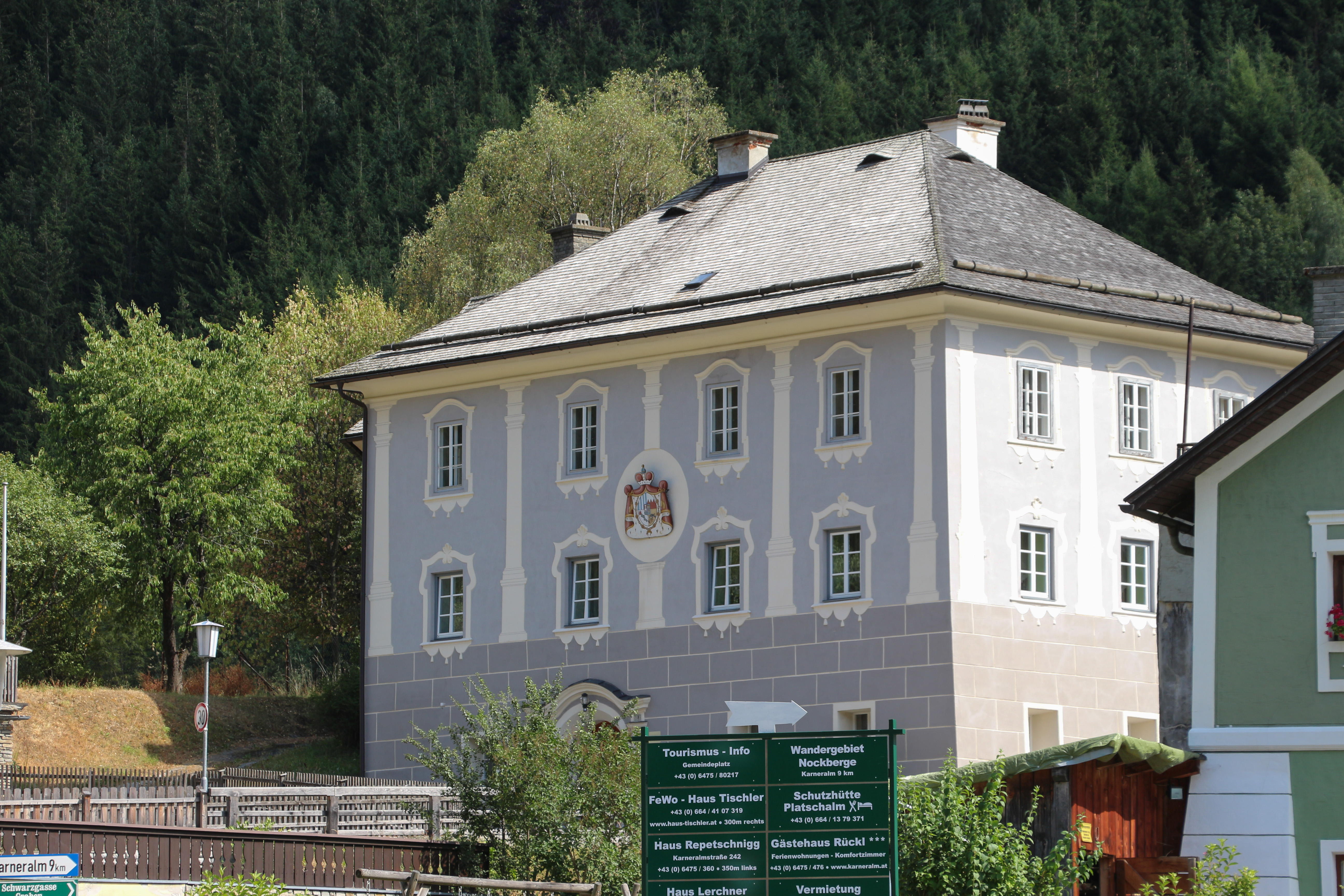
Schloss Wintergrün

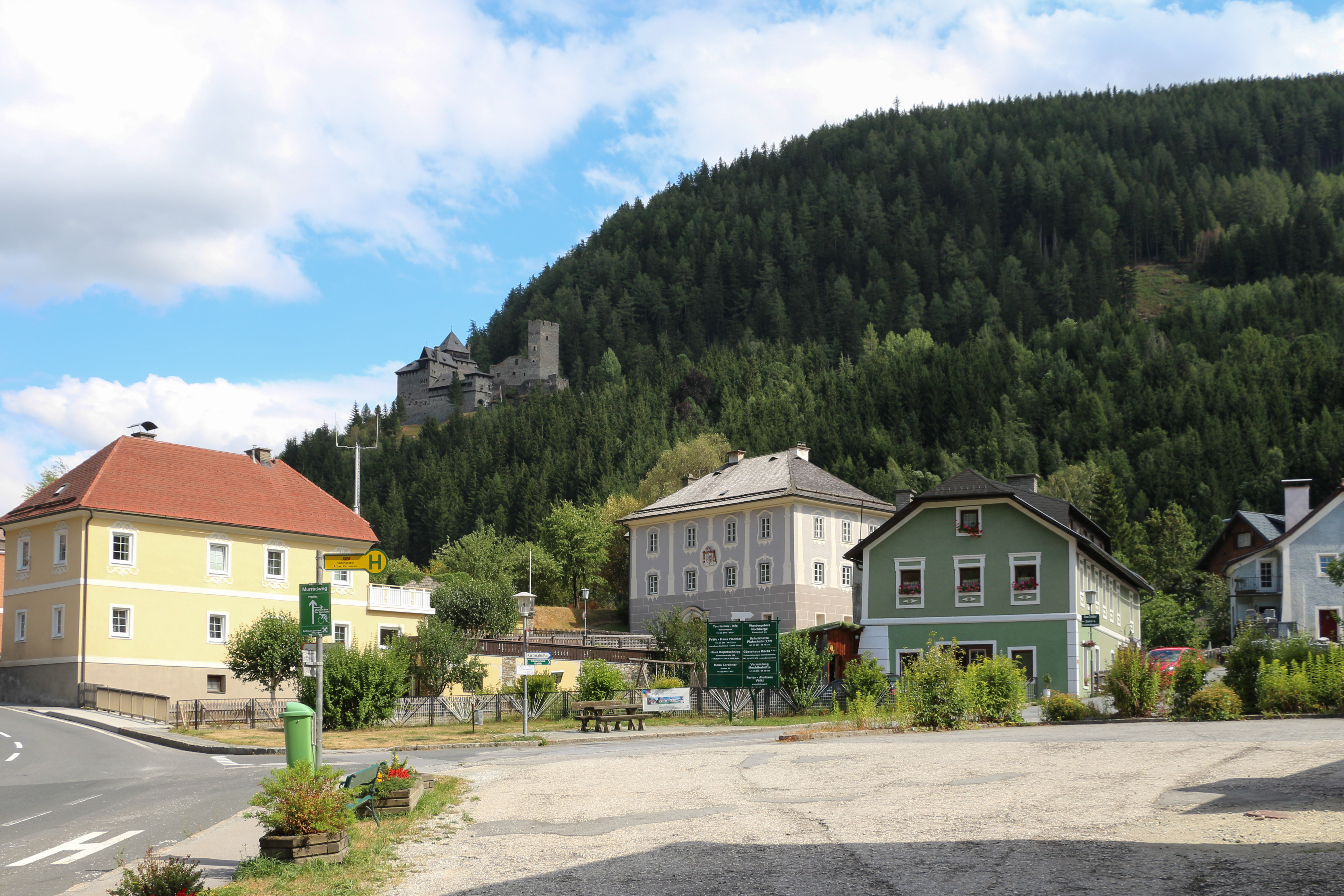
Schloss Wintergrün

Das Schloss Wintergrün liegt in der Gemeinde Ramingstein im Bezirk Tamsweg im Bundesland Salzburg (Schloßgasse 58).

## Geschichte
1188 übergab Otto von Machland seine Besitzungen im Lungau dem Salzburger Domkapitel; dieses blieb zur Grundentlastung der Grundherr der Herrschaft Ramingstein. Wintergrün bildete mit Burg Finstergrün die wesentliche Grenzbefestigung an der Mur gegen die Steiermark. 1459 erklärt Erzbischof Sigismund das Bergwerksgebiet zu einer Freiung. Der Bergrichter wurde ermächtigt, über alle Streitfälle zu richten, außer denen, welche die Todesstrafe nach sich zogen. Für diese war der Landrichter in Moosham zuständig. Der Verwaltungsmittelpunkt dieser Freiung wurde Schloss Wintergrün.
Es wurde zum Ansitz der Familie der Mooshamer, die sich von Mosshaimb zu Ramingstein nannte. Der Sohn des 1556 verstorbenen Wilhelm von Moosham und der Anna von Haunsperg, Seyfried von Moosham, baute in seinem Schloss eine Kapelle zu Ehren der heiligen Helena und der Kreuzauffindung. Er und seine Gattin Helena Freiin von Teuffenbach stifteten zwei wöchentlich zu lesende Messen sowie am Tag der Kreuzauffindung (jeweils der 3. Mai) Dabei sollten die Messe lesenden Priester in dem Schloss untergebracht werden. Die Schwestern des Seyfried Elisabeth und Ursula waren mit den Brüdern Christoph und Hans Weitmoser zu Winkl, Ramseiden und Grueb verheiratet. Nachdem Hans Weitmoser 1603 ohne Nachkommen verstorben war, erbten die Töchter des im selben Jahr verstorbenen Christoph Weitmoser die Herrschaft. Regina, verehelicht mit Hans Friedrich Fuchs von Fuxberg, erhielt bei der Erbteilung mit ihrer Schwester das alte Schloss Ramingstein. Ihr Mann übertrug die Messstiftung an die Kirche von St. Margareten und diese 1664 wieder an das Kloster Nonnberg.
1647 folgten im Besitz die Geschwister Wilhelm Carl, Ursula und Eva Jocher; 1658 ging die Herrschaft an Andree Salzleitner und 1661 an dessen Sohn Franz und andere Miterben über. 1662 wurde der Besitz an Balthasar Plockh von Arnholz auf Niederaich, Pfleger von Mauterndorf, verkauft. Dieser hatte das Schloss nur deshalb erworben, damit die darin wohlerbaut und mit notwendigen Ornat versehene Capelle, zu St. Helena genand, in keine andere Hand oder Verwiestung gerate. 1667 verkaufte er den Besitz an den Ramingsteiner Bergwerkshandel. 1684 erwog man, in dem Schlössl zu Ramingstein, alwo jezo der Bergrichter und der Ranttner wohnen, und darinnen dem Vememen nach an besondere Capellen vorhanden ist den Vikar und den Mesner unterzubringen, weil große Räume für alle kirchlichen Aufgaben zur Verfügung standen. Da die Entfernung zur St. Achaz-Pfarrkirche aber zu groß war, wurde dieses Vorhaben nicht ausgeführt. 1750 wurde dem Fronboten dort bis zum Bau eines eigenen Hauses eine Wohnung zugewiesen. Reparaturen waren bis keine notwendig, nur die Hüttenschreiberin musste ihre Hühner aus den Räumen entfernen. 1759 wurde das Gebäude von Grund auf saniert und die Kapelle am 16. September des gleichen Jahres von Erzbischof Sigmund von Schrattenbach der Hl. Helena erneut geweiht. Er stiftete dabei verschiedene Reliquien (des Hl. Urban, Benedikt, Creszenzius, Deodat, Chrysostomus und Daria) und verlieh einen vierzigjährigen Ablass. Auf Bitten der Bergarbeiter wurden die seit 1699 nicht mehr abgehaltenen Messen wieder eingeführt. Die Schlosskapelle erhielt den Rang einer erzbischöflichen Hofkapelle. Aber schon im nächsten Jahr wurde der Tragaltar dem Bergverweser in Gastein zur Aufbewahrung übergeben.
1778 wurde der Bergwerksbetrieb eingestellt. Über die Einrichtung der St. Helena-Kapelle wurde 1781 ein genaues Inventarverzeichnis angefertigt. 1806 wurde der Bergwerksbetrieb neu eröffnet. 1825 verkaufte das k. u. k. Bergwerksärar die Liegenschaft an Fürst Schwarzenberg und die k. u. k. Salinen Direktion Salzburg übergab 1827 den gesamten Komplex an das Schwarzenberg’sche Oberverweseramt Murau. Da das Schloss nicht mehr für den Bergwerksbetrieb benötigt wurde, händigte der schwarzenbergsche Kommissar die Schlüssel für die Kapelle an den k.u.k. Revierförster Mathias Klettner aus. Dagegen erhob das erzbischöfliche Konsistorium in Salzburg Einspruch und es entstand darüber ein Rechtsstreit, der erst durch den Brand von Ramingstein ein Ende fand.

## Schloss Wintergrün heute
Am 26. Juli 1841 verwüstete ein verheerender Waldbrand Ramingstein, bei dem auch das Schloss in Mitleidenschaft gezogen wurde. Wie durch ein Wunder wurde dabei der Altar der Kapelle verschont. 1892 wurde der Südflügel des Schlosses demoliert und der Turm der Kapelle abgetragen. Von dem im Kern gotischen Bau blieb nur der im Rokoko geprägte Nordtrakt, das sogenannte Verweserhaus, erhalten.
Seit 1827 ist das Schloss im Besitz der Familie Schwarzenberg. Als Besitzer sind zu nennen: Josef Schwarzenberg, Johann Adolf (1840), Adolf Josef (1900), Johann (1920), Dr. Adolf (1940), Dr. Heinrich (1951) und Dr. Karl Johannes (1967). 1970 bis 1973 wurde der Bau wieder instand gesetzt und saniert. Heute sind in dem Gebäude die Schwarzenberg’sche Forstverwaltung und Wohnungen für Betriebsangehörige untergebracht. Es erinnert nichts mehr an die ehemalige Verwendung als Verwaltungszentrum des Ramingsteiner und Lungauer Bergbaues.
Der Schlossbau hat drei Geschoße und ein Walmdach. Die Hauptfassade ist mit Blendpilastern ausgestattet. Die Fenster sind durch vorgekröpfte Lisenen hervorgehoben.